# Persona 3 The Movie: No.2 Midsummer Knight's Dream
 (octobre 2019).
Si vous disposez d'ouvrages ou d'articles de référence ou si vous connaissez des sites web de qualité traitant du thème abordé ici, merci de compléter l'article en donnant les références utiles à sa vérifiabilité et en les liant à la section « Notes et références ».
Persona 3 The Movie: #2 Midsummer Knight's Dream (劇場版「ペルソナ3」第2章, Gekijōban Perusona 3 Dai Ni Shō) est un film d'animation japonais qui est le second œuvre d'une série de quatre films basé sur le jeu vidéo Shin Megami Tensei: Persona 3 d'Atlus. Le film est réalisé par Tomohisa Taguchi et écrit par Jun Kumagai. Il est basé sur l'histoire originale d'Atlus et est distribué par Aniplex.